# Wada Kota
Kota Wada (sinh ngày 28 tháng 9 năm 1982) là một cầu thủ bóng đá người Nhật Bản.

## Sự nghiệp câu lạc bộ
Kota Wada đã từng chơi cho Vissel Kobe.